# Блейхман, Юлий Иванович
Юлий Иванович Блейхман (24 ноября 1868, Санкт-Петербург — 26 декабря 1909 (8 января 1910), там же) — российский композитор и дирижёр.

## Биография
Музыкальное образование получил в Санкт-Петербургской консерватории. Ученик Н. Ф. Соловьёва (композиция) и Н. А. Римского-Корсакова (инструментовка). Позже, продолжил учёбу в Лейпцигской консерватории под руководством у К. Райнеке и С. Ядассона.
В 1893—1894 годах организовал в столице общедоступные концерты, в 1894—1895 — дирижировал концертами Санкт-Петербургского филармонического общества; в качестве дирижёра выступал и в провинции.
Ю. И. Блейхман — автор многочисленных романсов «салонного» характера, ряда камерных и симфонических произведений. Наибольшей популярностью пользовались романсы композитора.
Им написаны около 100 романсов, пьесы для фортепиано (ор. 7, 13, 23), хоры a capella, квинтет для фортепиано и струнных, соната для скрипки и фортепиано, симфония, балетная сюита, кантата «Сцена у ручья» (тенор, женский хор и оркестр), духовная опера-легенда «Севастьян Мученик», лирическая опера «Принцесса Грёза» (на сюжет Э. Ростана), (оперы исполнялись концертно и на сцене в Петербурге и Москве; вторая была поставлена в Императорском московском новом театре (1900), а затем в Мариинском театре в Петербурге, под управлением Г. Варлиха).
Был женат на Е. И. Куза, оперной и камерной певице (драматическое сопрано).
Похоронен на Митрофаниевском кладбище.
На сегодняшний день жизнью и творчеством Блейхмана занимается молодой исследователь, аспирант Российского института истории искусств Елена Богомолова.